# Rabbie Namaliu
 (octobre 2021).
Si vous disposez d'ouvrages ou d'articles de référence ou si vous connaissez des sites web de qualité traitant du thème abordé ici, merci de compléter l'article en donnant les références utiles à sa vérifiabilité et en les liant à la section « Notes et références ».
Rabbie Langanai Namaliu, né le 3 avril 1947 dans le territoire de Nouvelle-Guinée et mort le 31 mars 2023 à Rabaul (Nouvelle-Bretagne orientale, Papouasie-Nouvelle-Guinée), est un homme politique papou.
Il est le quatrième Premier ministre de Papouasie-Nouvelle-Guinée de 1988 à 1992 en tant que leader du Pangu Pati. Comme ancien Premier ministre, il est membre du Conseil privé depuis 1989.

## Biographie
De l'ethnie Tolai, Rabbie Namaliu provient de la Nouvelle-Bretagne orientale. Il fait ses études en Papouasie-Nouvelle-Guinée et au Canada à l'Université de Victoria à Victoria, Colombie-Britannique. Avant de commencer une carrière politique il est universitaire en sciences politiques à l'Université de Papouasie-Nouvelle-Guinée.
Dans les années 1970, il est l'un du « Gang des Quatre (en) » avec Charles Lepani, Mekere Morauta et Anthony Siaguru (en), jeunes hauts fonctionnaires qui sont les principaux responsables de la mise en place de l'administration publique et de la politique publique du jeune pays.
Il est d'abord ministre des Affaires étrangères de 1982 à 1984, commençant une longue alliance avec Michael Somare qui est à ce moment-là Premier ministre et qui sera ministre des Affaires étrangères lorsque Namaliu sera à son tour Premier ministre de 1988 à 1992. Il est de nouveau nommé ministre des Affaires étrangères en 2002, dans le gouvernement de Michael Somare. Il reste à ce poste jusqu'au 12 juillet 2006 où il devient ministre des Finances lors d'un remaniement. Rabbie perd son siège au Kokopo Open lors des élections de 2007, mais il n'a pas exclu un éventuel retour en politique. Il perd son cabinet lorsque le nouveau gouvernement, encore mené par Somare, entre en fonction en août 2007.